# 산조반니리피오니
산조반니리피오니(이탈리아어: San Giovanni Lipioni)는 이탈리아 아브루초주 키에티도에 있는 코무네이다.